# Montejo de Tiermes
Montejo de Tiermes è un comune spagnolo di 233 abitanti situato nella comunità autonoma di Castiglia e León.
Nel territorio comunale si trovano i resti dell'antica città Celtiberica e romana di Tiermes (Termes).